# 馬蒂亞斯·雅伊斯勒
馬蒂亞斯·雅伊斯勒（德語：Matthias Jaissle，1988年4月5日—）是一名德國主教練和前職業足球員。現任沙特职业足球联赛球隊沙特艾阿里總教練。

## 教練生涯

### 列弗寧
2021年1月，保·史雲遜離開俱樂部後，雅伊斯勒被任命為奥地利足球乙级联赛球隊列弗寧的新任主教練。

### 薩爾斯堡紅牛
奧超2021/22賽季，雅伊斯勒接替了轉會到RB萊比錫的杰西·马希擔任奧地利足球超級聯賽球隊薩爾斯堡紅牛總教練。
2022年4月24日，雅伊斯勒在球隊對上奧地利維也納5-0大勝的比賽後獲得他教練生涯中第一座聯賽冠軍：奥地利足球超级联赛冠軍。

## 執教榮譽

### 俱樂部
薩爾斯堡紅牛
- 奥地利足球超级联赛冠軍：2021–22[3]、2022–23賽季
- 奧地利盃冠軍：2021–22[4]賽季

## 外部連結
- fussballdaten.de：Matthias Jaissle之統計數據 （德文）
- Matthias Jaissle （页面存档备份，存于） at kicker.de （德語）